# Siècle julien
En astronomie, un siècle julien est une unité de temps, non reconnue par le Système international d'unités, correspondant exactement à 100 années juliennes, elles-mêmes composées de 365,25 jours (au sens de périodes de 24 heures). Un siècle julien correspond donc à une période de 3 155 760 000 secondes.
L'usage du siècle julien est relativement inusité et n'est pas recommandé en astronomie. Il n'existe de pas de symbole pour le siècle julien. Celui-ci se déduit comme étant « ha », le h correspondant au préfixe hecto et le a au symbole de l'année julienne. La littérature anglo-saxonne utilise fréquemment le symbole « cy », pour century (siècle en anglais).
Ce siècle julien (siècle du calendrier julien) de 36 525 jours (dont 25 jours bissextils) est cependant jugé pratique par certains.